# Snipperclips : Les deux font la paire
Snipperclips : Les deux font la paire est un jeu vidéo de puzzle développé par SFB Games et édité par Nintendo. Il est sorti le 3 mars 2017 sur la boutique en ligne de la Nintendo Switch. Une version améliorée, Snipperclips Plus, est sortie en version boîte le 10 novembre 2017. Il contient des niveaux supplémentaires et est disponible en tant que contenu additionnel pour la version dématérialisée.

## Système de jeu
Le ou les joueurs contrôlent jusqu'à quatre personnages (un chacun) qui doivent s'entraider. L'objectif est de résoudre différents casses-têtes en se découpant l'un-l'autre tout en pouvant reprendre forme à volonté.